# Lepthyphantes murmanicola
Lepthyphantes murmanicola là một loài nhện trong họ Linyphiidae.
Loài này thuộc chi Lepthyphantes. Lepthyphantes murmanicola được Embrik Strand miêu tả năm 1913.